# Vibrissina aurifrons
Vibrissina aurifrons är en tvåvingeart som först beskrevs av Charles Howard Curran 1930.  Vibrissina aurifrons ingår i släktet Vibrissina och familjen parasitflugor. Inga underarter finns listade i Catalogue of Life.